# فيرونيكا رويز دي فيلاسكو
فيرونيكا رويز دي فيلاسكو (بالإسبانية: Verónica Ruiz de Velasco)‏ هي رسامة مكسيكية، (ولدت في مدينة مكسيكو في المكسيك 1968  م).

## وصلات خارجية
- الموقع الرسمي